# توره پیکاسو
توره پیکاسو (انگلیسی: Torre Picasso) ساختمان اداری ۴۶ طبقه مستقر در شهر مادرید، اسپانیا است، که در سال ۱۹۸۸ احداث گردید.